# Municipio de Jefferson (condado de Somerset)
El municipio de Jefferson (en inglés: Jefferson Township) es un municipio ubicado en el condado de Somerset en el estado estadounidense de Pensilvania. En el año 2000 tenía una población de 1.375 habitantes y una densidad poblacional de 12 personas por km².

## Geografía
El municipio de Jefferson se encuentra ubicado en las coordenadas 40°03′00″N 79°15′59″O / 40.05000, -79.26639.

## Demografía
Según la Oficina del Censo en 2000 los ingresos medios por hogar en la localidad eran de $37,917 y los ingresos medios por familia eran $40,388. Los hombres tenían unos ingresos medios de $30,395 frente a los $19,167 para las mujeres. La renta per cápita para la localidad era de $16,880. Alrededor del 10,6% de la población estaban por debajo del umbral de pobreza.